# Кузнецово (Горномарийский район)
Кузнецо́во (горномар. Пӹзӹкныр) — село в Горномарийском районе Марий Эл, центр Кузнецовского сельского поселения.

## Географическое положение
Село Кузнецово расположено в 35 км к югу от районного центра — Козьмодемьянска, в 4-х км от дороги, связывающей Козьмодемьянск с федеральной трассой «Волга». Расстояние до берега Волги около 7 км.

## История
По историческим документам селение упоминается впервые в 1717 году как деревня «Апшат Пеляк Кузнецовская» в составе Аказиной сотни. Тогда в ней насчитывалось 50 дворов. Марийское название селения происходит от имени одного из основателей и слова «ныр» — поле.
В 1750 году, после строительства церкви, деревня стала называться «село Богоявленское Кузнецово Апшат Пеляк тож».
Село находилось последовательно в разных волостях Козьмодемьянского уезда Казанской губернии, а в 1921 году центром Кузнецовского района Козьмодемьянского кантона. С 1931 года село являлось центром Кузнецовского района, впоследствии сельского поселения.
Религия
В 1750 году была построена деревянная Богоявленская церковь, в 1856 году взамен деревянной церкви была построена каменная.

## Население
| 2002 | 2010 | 2014 |
| ---- | ---- | ---- |
| 331  | ↘309 | ↗330 |

По сведениям 2001 года в селе проживало 363 человека. Имелось 85 дворов. 

Согласно результатам переписи 2002 года преобладающую национальность жителей села составляли горные марийцы (86%).
Основными занятиями населения является сельское хозяйство. Часть жителей работает в СПК «Кузнецовский», часть на личных подворьях или в других хозяйствах.